# Rodrigo Medina de la Cruz
Rodrigo Medina de la Cruz (ur. 9 września 1972 w Monterrey) – meksykański polityk, działacz Partii Rewolucyjno-Instytucjonalnej, prawnik.
W latach 2006–2007 pełnił mandat deputowanego do Izby Deputowanych. Od 2009 do 2015 sprawował urząd gubernatora stanu Nuevo León.
Jest żonaty i ma troje dzieci.